# Bisfenol B
Bisfenol B ou 2,2-bis(4-hidroxifenil)butano, abreviado como BPB (do inglês bisphenol B)  é o composto orgânico de fórmula C16H18O2.
É usado na produção de resinas fenólicas. Pode ser preparado a partir do fenol e da metil-etil-cetona.
Conjuntamente com o bisfenol A, seu nível no soro sanguíneo humano pode ser medido com finalidades médicas por técnicas de fluorescência em cromatografia líquida de alta eficiência, devido a produzirem potentes metabólitos estrogênicos.
Faz-se também a determinação em enlatados de alimentos de origem marinha por combinação de extração "QuEChERS" com microextração dispersiva líquido-líquido e posteriormente análise por espectrometria de massa e cromatografia gasosa.
De acordo com Dominique Browning, colaboradora do jornal The New York Times, a remoção do Bisfenol A foi feita por sua substituição por outros produtos, que não foram adequadamente testados para verificar seus efeitos nocivos. O Bisfenol B, um dos substitutos, poderia ser ainda mais poderoso que o Bisfenol A para estimular células de câncer mamário.